# Bruno Cetto

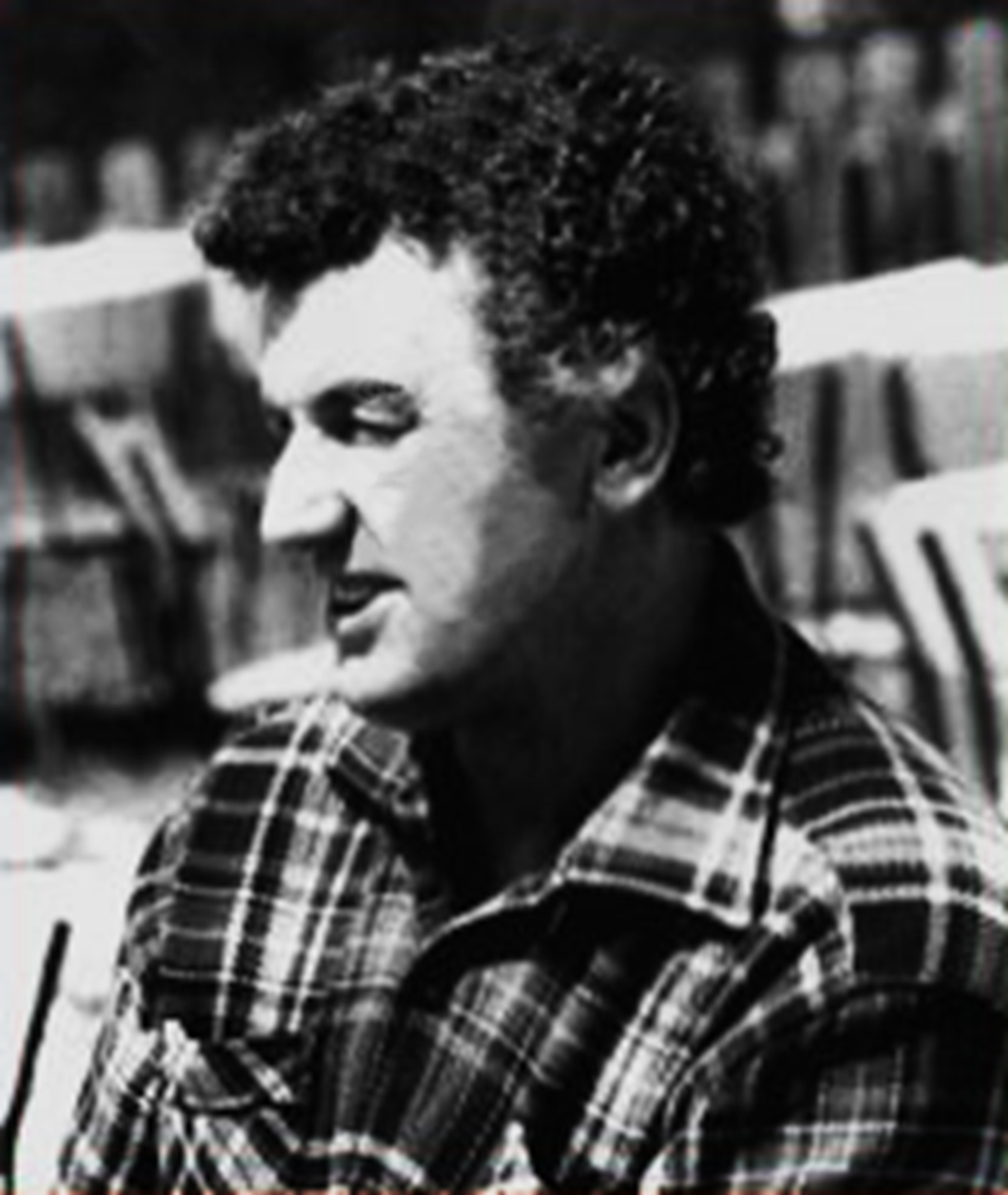
Bruno Cetto

Bruno Cetto (Trento, 21 aprile 1921 – Rimini, 16 luglio 1991) è stato un ingegnere e micologo italiano.

## Biografia
Nato a Trento nel 1921, Bruno fu il penultimo dei cinque figli di Adolfo Cetto, (1873-1963), esimio professore di lettere e latino all'Istituto G. Prati di Trento,  personalità molto colta e ricchissima di interessi e di contatti con tutto il mondo della intellighentia trentina, fondatore e Presidente della  rivista “Studi Trentini di scienze Storiche”, ed autore di molteplici articoli anche sulla rivista “Studi Trentini di Scienze Naturali”.
Bruno ricevette dal padre la passione profonda per la cultura ed il sapere e, completati gli studi superiori a Trento intraprese gli studi di ingegneria, che dovette interrompere per il secondo conflitto mondiale, per riprendere e laurearsi presso la Università degli Studi di Padova in Ingegneria Meccanica, con tesi su funicolari e funivie.

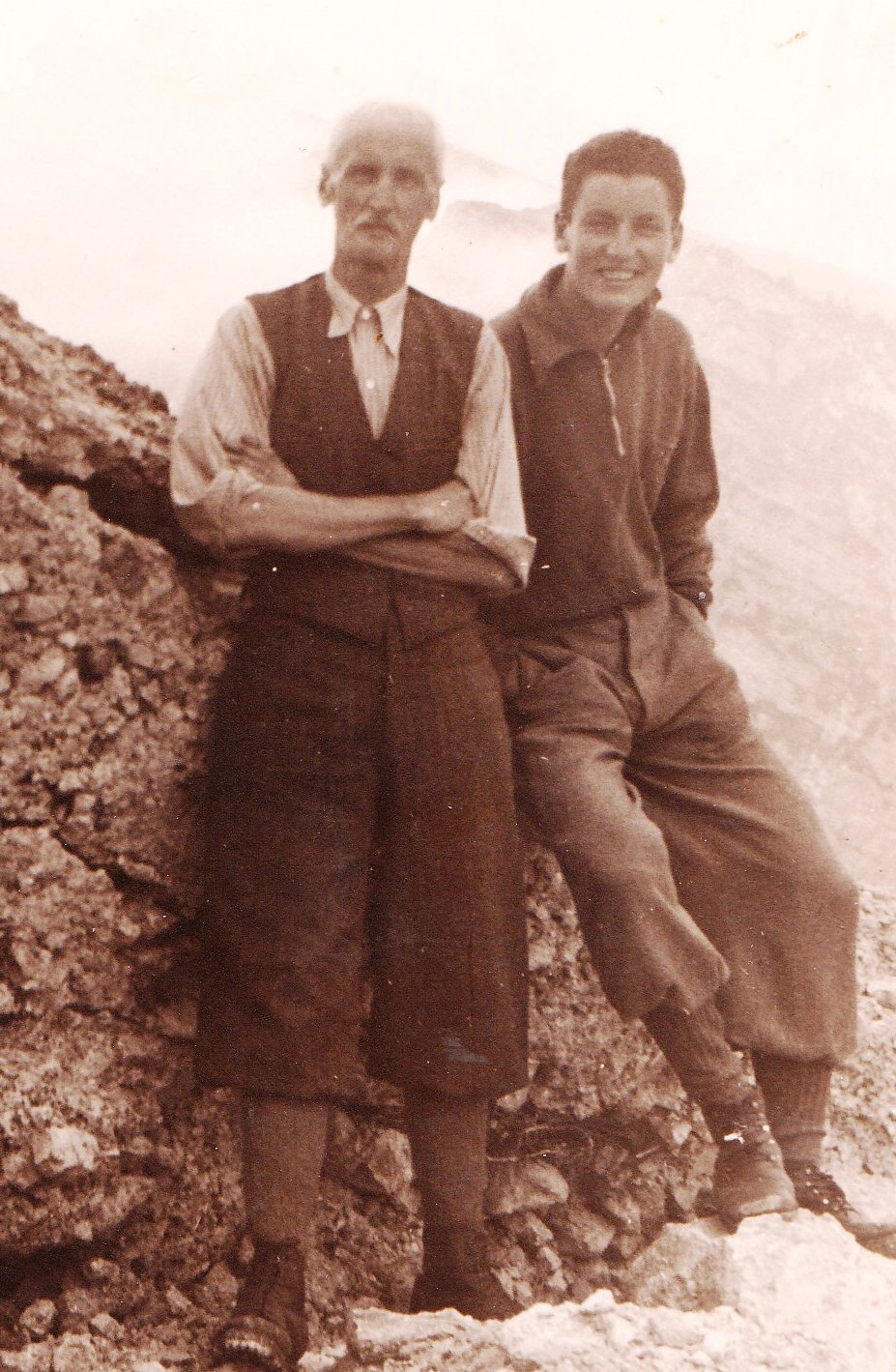
Bruno Cetto con il padre Prof. Adolfo in una escursione in montagna nel 1939

Dopo la laurea ha seguito le orme del padre nella carriera di insegnante, come professore di Tecnologie Meccaniche presso l'Istituto Tecnico Industriale (ITI) M. Buonarroti di Trento fino a diventarne Preside nel 1986.
Alla professione di insegnante, ha affiancato per molti anni quella professionale di perito, nonché quella semiprofessionale, ma svolta ad alto livello, di esperto di fotografia, in particolare macrofotografia.

### L'attività micologica

#### Il Dopoguerra, la Fondazione del "Gruppo Micologico Bresadola", ed i "Corsi Nazionali di Micologia"
I primi rudimenti di micologia Cetto li apprese sia dal padre Adolfo, fervente appassionato di scienze naturali, sia da un amico del padre, il Dottor Bacca, medico radiologo di Trento ed appassionato conoscitore di funghi, fino a vederlo, nel 1957, tra i soci fondatori del Gruppo Micologico Bresadola, l’associazione che più di tutte ha accompagnato la nascita e lo sviluppo della conoscenza micologica in Italia.  
E nel Gruppo Micologico Bruno Cetto forma un sodalizio infaticabile e decennale con il Cav. Onorio Dalpiaz, il Cav. Mauro Angarano, il Maestro Brunelli, la Sig.na Jole Furlani, segretaria del Gruppo, con i quali gestirà da Trento un numero incredibile di Sezioni del Gruppo Micolologico che vanno formandosi, è proprio il caso di dirlo, “come funghi”  in tutta Italia, l’organizzazione di corsi, lezioni pratiche, escursioni a scopo di studio, mostre micologiche, nonché la pubblicazione del Bollettino del Gruppo. 
Particolarmente importante è l’attività che fulcra attorno al mercato dei funghi di piazza Lodron a Trento dove, caso unico in tutta Italia, sono ammessi alla vendita non solo porcini, finferli e funghi coltivati, come nella maggior parte degli altri comuni, ma decine e decine di specie, grazie alle conoscenze locali riconosciute specificatamente dal Ministero della Sanità.
E il beneficio di tali conoscenze discende direttamente dall’abate Bresadola, il maggior micologo italiano ed uno tra i più importanti micologi internazionali di tutti i tempi, dei cui insegnamenti si erano potuti agevolare il fitopatologo Dott. Catoni con il suo collaboratore Francesco Podetti, direttore del mercato di Trento dagli anni Trenta agli anni Cinquanta, che aveva formato il suo successore cav. Onorio Dalpiaz e tutti quei micologi che, come il cav. Angarano, l’Ing. Cetto ed altri si ritrovavano la mattina in piazza Lodron.
Il mercato di piazza Lodron era un osservatorio scientifico unico e privilegiato, perché consentiva di monitorare giornalmente la crescita delle diverse specie per tipologia e quantità sul territorio regionale, fornendo infiniti spunti di studio, discussione e scambio di opinioni con gli altri micologi su materiale “dal vivo”, dinanzi a materiale scientifico fresco.
E il mercato divenne la "sede pratica" di una delle più importanti attività ideate e dirette da Bruno Cetto: i Corsi nazionali di Micologia, indetti per conto del Ministero dalla Sanità e realizzati col supporto della Provincia a partire dal 1966, che vedevano confluire a Trento ogni mese di agosto una cinquantina di medici, biologi, vigili, esperti delle ASL provenienti da tutti i comuni di Italia per un corso biannuale sulla determinazione dei funghi con il rilascio, previo positivo superamento di un esame finale, di un diploma di abilitazione a determinare i funghi sui mercati di provenienza.
A supporto di questi corsi Bruno Cetto, insieme al tossicologo Giacomo Lazzari, pubblica un libro di testo “Parliamo di Funghi”. 
È interessante notare come alcune illustrazioni provengano da splendidi acquarelli del Prof. G. Battista Emert, l’insegnante liceale amico del padre Adolfo. 
E a questo punto si innesta un'altra passione di Cetto: quella per la fotografia, che lo vede con la sua inseparabile Rolleiflex in giro per boschi a scattare diapositive per immortalare funghi nel loro habitat, per disporre di materiale per l’attività didattico-divulgativa proiettando immagini. 
Può apparire scontato nel mondo ipertecnologico di oggi, ma non lo era nel 1963, ed anzi questo tipo di insegnamento con supporto audio visuale poteva considerarsi se non un’invenzione, per lo meno una significativa innovazione didattica, oltretutto accompagnata da grande scrupolosità nel voler verificare la bontà del colore nelle riproduzioni su carta!, a quei tempi in quadricromia, costituite cioè dalla replicazione su tutta l’immagine di quattro micropunti colorati.

#### Il Congresso di Trento e "I FUNGHI DAL VERO"
Nel settembre 1968 viene organizzato a Trento un evento micologicamente e scientificamente epocale: il Congresso Internazionale di Micologia, ospitando il congresso della Société Mycologique de France SMF ed estendendo l’invito anche ai più eminenti micologi europei.
La scuola micologica francese è la più antica e famosa associazione micologica d’Europa, che ha nel suo Presidente Henry Romagnesi  e nella sua équipe, i massimi micologi del momento.
Tutto avviene a cura di un comitato organizzatore di sedici persone, tra cui l’allora Presidente del Gruppo Micologico  Dott. Massimiliano Zini e l’Ing. Cetto, mentre in  diverse fasi dell’evento presenziano le principali autorità quali il Sindaco di Trento, il Provveditore agli studi, il Presidente della Giunta Regionale, nonché il ministro Spagnolli in rappresentanza del Governo.

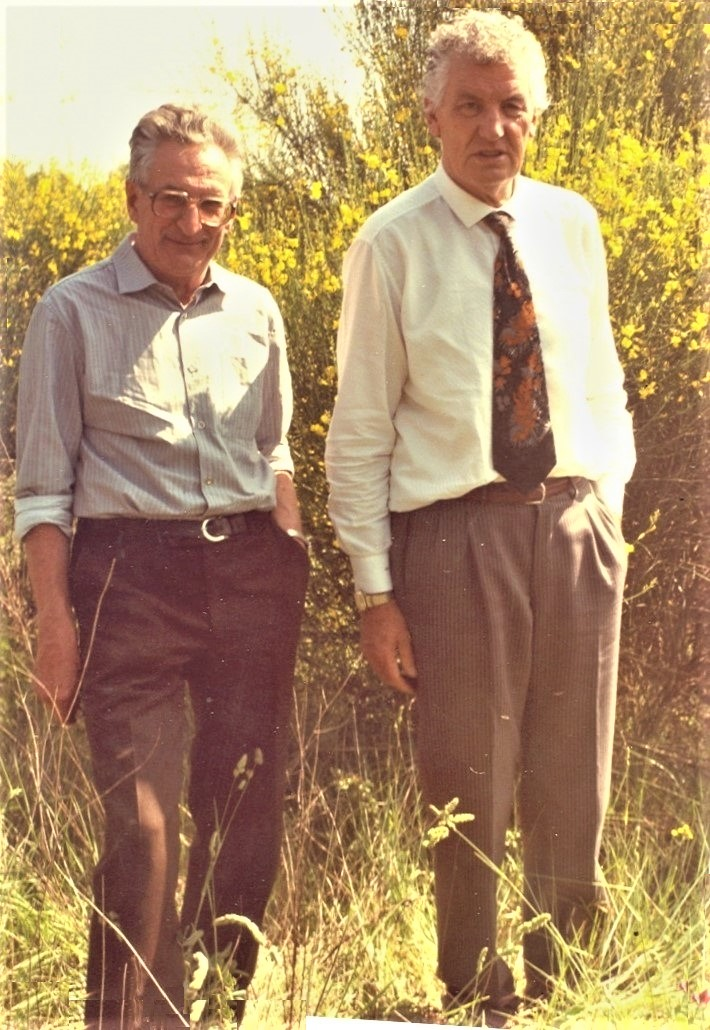
Bruno Cetto durante una escursione con il grande amico e micologo di fama mondiale Meinhard Moser

Particolare enfasi viene data durante tutto il convegno alla figura e all’opera del maggior micologo trentino ed italiano di tutti i tempi, Giacomo Bresadola, alla cui opera “Iconografia Mycologica” Bruno si riferiva sempre come “fonte inesauribile di sapere”, ed il Congresso si traduce in un successo enorme del Gruppo Micologico Bresadola, delle Autorità che hanno contribuito tangibilmente alla riuscita, e in definitiva della città di Trento e del Trentino che salgono nell’olimpo della micologia mondiale.
Con la ricchezza di conoscenze maturate, di diapositive e di materiale fotografico, di contatti di più ampio respiro maturati anche al Congresso, nel 1970 Bruno Cetto dà il via alla pubblicazione del primo volume della fortunatissima serie di manuali “I Funghi dal Vero”, il cui ultimo settimo volume vedrà la pubblicazione postuma a cura della moglie Rita addirittura nel 1992 ed editi dalla Casa Editrice Saturnia di Trento.
Un’opera fondamentalmente divulgativa, ma con valenza scientifica non indifferente, che diventa il pilastro della cultura micologica che ogni dilettante, ogni aspirante micologo, ogni diplomato dai Corsi di Micologia non poteva allora fare a meno di avere nella propria biblioteca.
Per la prima volta nella storia della micologia compare una pubblicazione così ampia quanto a specie fotografate e descritte che, riducendo all’essenziale le descrizioni microscopiche e le diagnosi complesse, si focalizza su una ricchissima quantità di osservazioni su ogni specie, tratte dalla esperienza e dalla conoscenza pratica delle stesse, alimentata dal quotidiano del mercato, dai corsi di micologia, dai contatti con micologi stranieri, dai ritrovamenti durante le escursioni……
I “Funghi dal Vero”, con le oltre 3000 specie di funghi descritte e più di un milione di copie vendute, segna più di ogni altra tappa la ascesa alla notorietà nazionale di Bruno Cetto, e con l’aumento della notorietà, per un personaggio dal carattere certo non facile quale il suo, aumentano anche le discussioni accese e le polemiche con scuole micologiche diverse e con punti di vista differenti dai suoi.

#### Gli anni Settanta/Ottanta e il Centro Studi di Selva di Levico
Negli anni Settanta la didattica micologica di Bruno Cetto comincia ad avvalersi anche del crescente sviluppo del mezzo televisivo, le TV locali trentine, con interventi che ottengono un successo tale da essere registrati più volte la settimana, ed anche quotidianamente nella stagione dei funghi.
Per tali apparizioni Bruno Cetto raramente prepara un vero e proprio programma,  ma preferisce affidarsi a ciò che stagionalmente la natura di volta in volta offriva  scegliendo i due o tre funghi più significativi del momento e, forte della sua esperienza didattica di insegnante, improvvisando davanti al cameraman la lezione del giorno, tenendo sempre viva l’attenzione del pubblico con osservazioni interessanti, riferimenti, battute e frizzanti aneddoti, sostenuti anche grazie alla sua presenza e personalità brillanti.

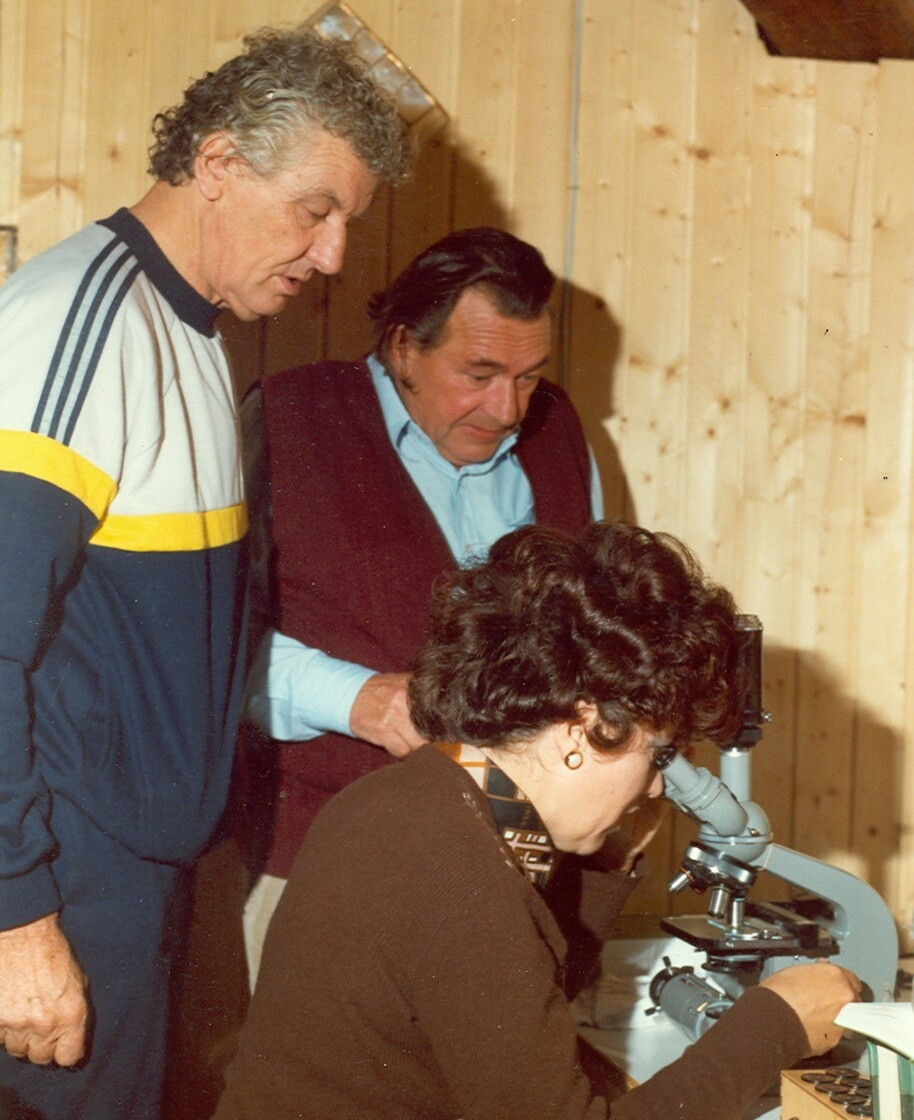
Bruno Cetto con la Moglie Rita ed il grande micologo ed amico Johan Stangl nella mansarda della casa di Selva di Levico

Nel 1976 Bruno Cetto sposa Rita Ossi, anch’ella appassionata di natura e micologia,  perfetta conoscitrice della lingua tedesca, ed insieme intensificano i contatti con micologi stranieri, in particolare con la scuola austriaca che vede in Mainhard Moser, docente di microbiologia all’Università di Innsbruck, il suo maggior esponente ed uno dei più valenti micologi mondiali del momento, che esegue esperimenti su rimboschimenti in alta montagna con pini già in simbiosi con funghi, dimostrando una crescita di molte volte più rapida di una piantumazione di semplici pini.
Rita e Bruno diventano così ospiti abituali della Dreiländer Tagung, il simposio annuale di micologi di lingua tedesca, e da lì nasce l’idea di organizzare delle giornate di studio anche in Italia, diventando promotori di simposi di micologia organizzati in toto da loro, nella casa di Famiglia a Selva di Levico, in Valsugana, ai quali invitavano amici micologi come Moser ed alcuni suoi assistenti all’università di Innsbruck, lo svizzero Edwin Schild, massimo esperto di ramarie (le ditole o manine), l’olandese Cornelis Bas, esperto di amanite (famiglia cui appartengono sia l’ottimo ovolo che la mortale phalloides) Johan Stangl, esperto di inocybe (piccoli funghi grigi complicatissimi, da studiarsi quasi esclusivamente al microscopio), Cuno Furrer-Ziogas, esperto in Agaricacee (i funghi a lamelle) e tanti e tanti altri con i quali vengono visitate tutte le foreste del Trentino e catalogati reperti rari e specie nuove.
Man mano la casa di Selva, dotata di numerose stanze, viene attrezzata sempre meglio sia per ospitare, sia con postazioni di studio nella bellissima soffitta abitabile con travi a vista, e diventa un punto di ritrovo consueto per tutti i maggiori micologi europei. 

### L'eredità culturale lasciata da Bruno Cetto
I meriti di Bruno Cetto si possono così riassumere:
La creazione in Italia di una cultura micologica diffusa ed accessibile a tutti, per rimediare nel dopoguerra ad una assenza quasi totale, al di fuori di Università o Centri Botanici, di conoscenze sui funghi, sostituite da credenze infondate, quali quelle della “prova del gatto” o “della moneta o spicchio d’aglio nel tegame” per accertare, spesso nefastamente, la commestibilità o meno di un fungo. 
I Corsi di Micologia, che ancora oggi continuano ad essere effettuati nei mesi estivi a Trento, e che hanno formato intere generazioni di micologi che operano su tutto il territorio nazionale. 
Molte sezioni di gruppi o gruppi micologici da lui fondati che, con diverse trasformazioni inevitabili negli anni, ne mantengono sempre lo spirito, ed alcune che in suo ricordo oggi portano il suo nome. 

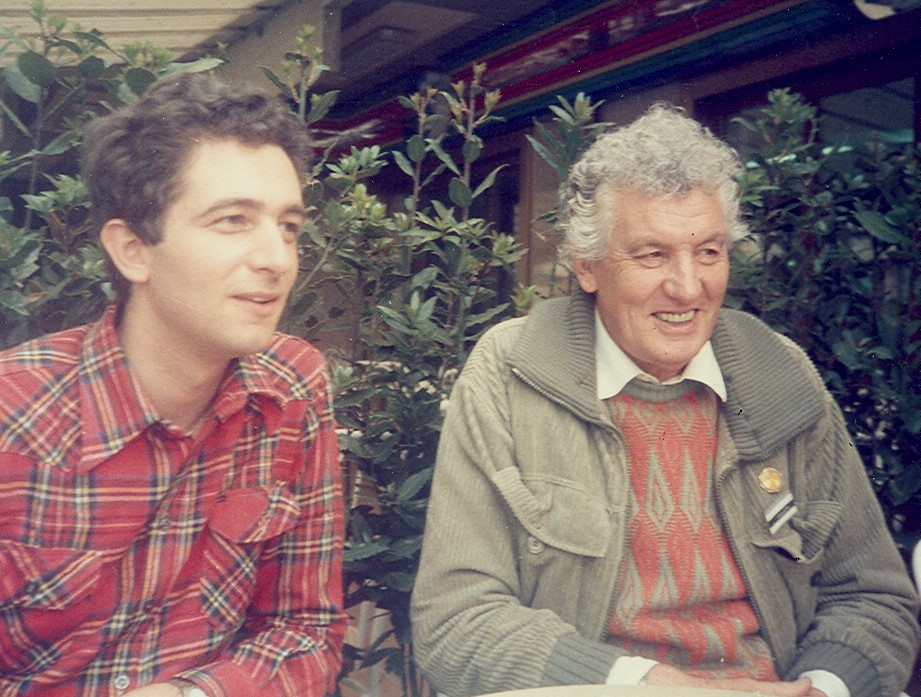
Bruno Cetto con l'alunno micologo Mario Covini nel 1985

Le diverse pubblicazioni che, anche se non aggiornate agli ultimi cambiamenti di nomenclatura, restano pur sempre importanti per chi vuole avvicinarsi alla micologia ancora oggi. 
Il Comune di Trento ha dedicato una via in sua memoria mentre,  nel 2002, il Comune di Levico Terme ha inaugurato un busto in marmo in suo onore nel parco di Levico.
Bruno Cetto è morto nel 1991 a causa di una grave forma di peritonite mentre era in vacanza a Rimini con la moglie Rita.

## Collaborazioni
- Bollettino del Gruppo micologico G. Bresadola di Trento (direttore responsabile)
- Regno verde (redattore).
- Promuove e dirige l'edizione del Corpus di Giacomo Bresadola (Omnia Bresadoliana extracta in unum collecta), in occasione del 50º anniversario della morte dell'insigne micologo.
- Collabora a collane nazionali di micologia.
- Cura per la televisione locale RTTR la rubrica I funghi, questi sconosciuti

## Onorificenze e riconoscimenti
Tra i tanti omaggi fatti notare sono questi cinque:
- Cittadino onorario di Fogliano Redipuglia per meriti civili
- Premio Farfalla d'oro della Provincia autonoma di Trento
- Drappo di S. Vigilio della città di Trento
- Medaglia d'oro dei benemeriti della scuola, della cultura e dell'arte
- Nel 1976, a Venezia è stata fondata il gruppo micologico Bruno Cetto in onore di micologo.[4]

## Opere
Bruno Cetto ha scritto diversi libri sui funghi. Il più grande e famosa opera, tradotta in diverse lingue, è "I funghi dal vero" in 7 volumi per un totale di 4994 pagine e oltre 3000 immagini.
- "I funghi dal vero" - ed. Arti Grafiche Saturnia - Trento, collana in 7 volumi contenente 3042 schede di specie fungine, con relative fotografie,[5] ed avvertenze sulle somiglianze e sulle modalità di cottura.

Opera principale è stato nominato in
- Germania: "Der große Pilzführer"
- Spania: "Guía de los hongos de Europa"

### Edizione italiana
- I funghi dal vero, vol. 1, Editura Arte Grafiche Saturnia, Trento 1975, ISBN 88-85013-01-5
- I funghi dal vero, vol. 2, Editura Arte Grafiche Saturnia, Trento 1978, ISBN 88-85013-03-1
- I funghi dal vero, vol. 3, Editura Arte Grafiche Saturnia, Trento 1979, ISBN 88-85013-05-8
- I funghi dal vero, vol. 4, Editura Arte Grafiche Saturnia, Trento 1983, ISBN 88-85013-25-2
- I funghi dal vero, vol. 5, Editura Arte Grafiche Saturnia, Trento 1986, ISBN 88-85013-37-6
- I funghi dal vero, vol. 6, Editura Arte Grafiche Saturnia, Trento 1989, ISBN 88-85013-46-5
- I funghi dal vero, vol. 7, Editura Arte Grafiche Saturnia, Trento 1993, ISBN 88-85013-57-0 (edito postumo)

### Altri lavori (selezione)
- Funghi facili - ed. Arti Grafiche Saturnia - Trento.
- 1000 funghi - ed. Erpi (1982)